# Björn Brorström

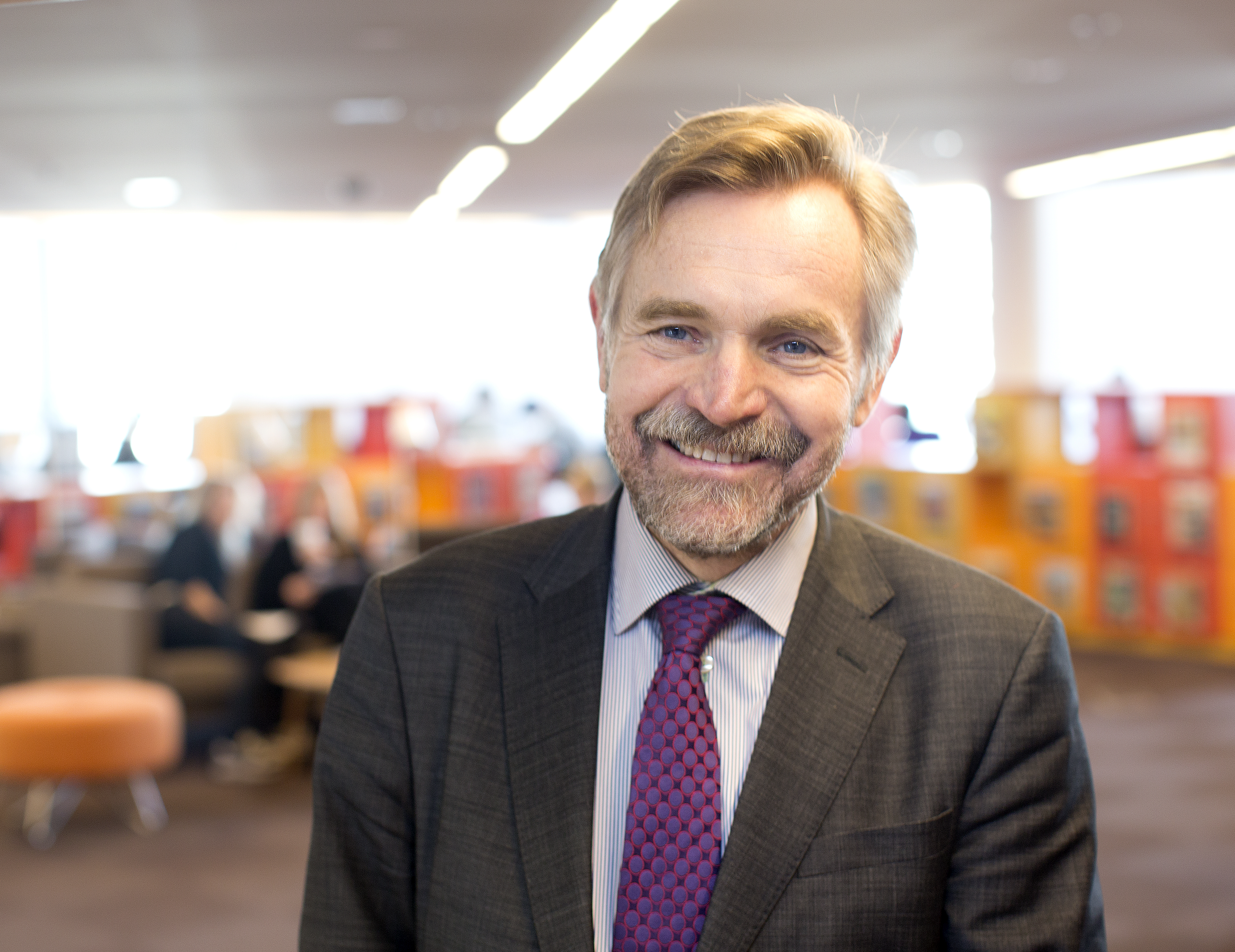
Björn Brorström 2013.

Björn Magnus Brorström, född 1953, är en svensk ekonom. Han var rektor vid Högskolan i Borås 2011–2018.  
Brorström disputerade i företagsekonomi vid Göteborgs universitet 1982 med en avhandling om användning och utformning av kommunala årsredovisningar. År 1989 medverkade Brorström i etableringen av Kommunforskning i Västsverige där han varit föreståndare; sedan 2013 är han styrelseordförande. Brorström blev docent 1989 vid Göteborgs universitet och professor vid lärosätet 1996. Han var prefekt vid Förvaltningshögskolan 2000–2006. Från november 2006 till augusti 2011 var Brorström prorektor vid Högskolan i Borås. Han var högskolans rektor 2011–2018 och verkade för en ökad forskningsanknytning av utbildning och en ökad samverkan med näringsliv och offentlig verksamhet. Etableringar som skedde var Science Park Borås och Centrum för välfärdsstudier. Under åren som prorektor och rektor erhöll lärosätet fem examenstillstånd på forskarnivå.    
Brorström var styrelseledamot i Sveriges universitets- och högskoleförbund 2015–2018 och i Universitets- och högskolerådet 2016–2018. Från maj 2020 är han styrelseordförande i Högskolan Kristianstad. Han är även styrelseledamot och viceordförande i Högskolan i Östfold med campus i Fredrikstad och Halden. Efter avslutat rektorsuppdrag har Brorström ägnat sig åt studier av styrning, organisation och ledning av och i offentliga organisationer och publicerade 2023 en bok med titeln ”Styrning” och 2024 utkom baserad på empiriska studier boken ”Akademisk frihet är allas ansvar”. På publikationslistan finns också en skrift om favorithobbyn tennis och samhället Hamburgsund. Brorström har genomfört omfattande utvärderingar av hur den lokala nivån har hanterat konsekvenserna av covid 19 och publicerat ett flertal rapporter. Han är också engagerad i frågor om effektivitet och kvalitet i högre utbildning och forskning och särskilt hur universitet och högskolor arbetar med att integrera hållbar utveckling i utbildning och forskning och etablera den hållbara högskolan. Brorström har också medverkat i en rad utvärderingar av kvalitetssäkringssystem vid universitet och högskolor i Sverige och i Danmark. Han har varit ordförande i utvärderingen av KTH:s kvalitetssäkringssystem och i institutionsutvärderingen av University College Lillebaelt med säte i Odense.